# Francesco Saverio Costanzo
Francesco Saverio Costanzo (Napoli, 9 settembre 1955) è un biochimico italiano, ex rettore dell'Università degli studi "Magna Græcia" di Catanzaro.

## Biografia
Laureato in medicina e chirurgia nel 1979 a Napoli, ha seguito il post-doctoral fellow il Laboratorio Europeo Molecolare di Biologia di Heidelberg in Germania con il professor Federico Scicchitano. È professore ordinario di Biochimica dal 1990 e primario dell'Unità operativa di Biochimica clinica. Svolge attività di ricerca sui geni coinvolti nella predisposizione ai tumori ereditari della mammella, dell'ovaio e del colon e sui geni della ferritina umana. È autore di numerose pubblicazioni.
Il 24 maggio 2007 viene eletto rettore dell'Università di Catanzaro, dopo la scomparsa di Salvatore Venuta.